# Konstandinos Agorastos
Konstandinos Agorastos (gr. Κωνσταντίνος Αγοραστός; ur. 1963 w Larisie) – grecki samorządowiec, w latach 2011–2023 roku gubernator Tesalii.        

## Życiorys
W 1984 roku ukończył szkołę przemysłową uniwersytetu w Pireusie. W 1988 roku obronił doktorat z technologii przemysłowej i zarządzania na uniwersytecie w Bradford. Jako wykładowca uzyskał tytuł profesora nadzwyczajnego na Uniwersytecie Macedońskim. Został także prezesem Międzywydziałowego Studium Masters of Business Administration i Wiceprzewodniczący Stowarzyszenia Członków Uniwersytetu Macedońskiego. 

### Działalność polityczna
Dołączył do Nowej Demokracji. W wyborach samorządowych w 1999 roku został wybrany radnym Larisy. Po wyborach wybrano go przewodniczącym rady miejskiej, stanowisko to pełnił do 2004 roku. W marcu 2004 roku został wybrany deputowanym do Parlamentu Hellenów. W parlamencie dołączył do Komisji Imigracyjnej, Komisji Specjalnej ds. Spisu Powszechnego, Komisji ds. Zmiany Konstytucji i Komisji ds. Oświaty, został także przewodniczącym Komisji ds. Finansów. W wyborach parlamentarnych w 2007 roku uzyskał reelekcję. Został wiceprzewodniczącym ds. gospodarczych Zgromadzenia Parlamentarnego Współpracy Gospodarczej Krajów Morza Czarnego.
W wyborach samorządowych w 2010 roku został wybrany gubernatorem Tesalii, uzyskał wówczas 174134 głosów (50,56%). 1 stycznia 2011 roku objął urząd. W tym samym roku został wiceprzewodniczącym Związku Regionów Grecji. Został także członkiem greckiej delegacji na Kongres Władz Lokalnych i Regionalnych Rady Europy. W wyborach samorządowych w 2014 roku został ponownie wybrany gubernatorem wygrywając w drugiej turze wyborów. We wrześniu tego samego roku został członkiem Europejskiego Komitetu Regionów, w którym dołączył do frakcji Europejskiej Partii Ludowej. Został także członkiem Komisji Polityki Spójności Terytorialnej i Budżetu UE (COTER) oraz Komisji Polityki Gospodarczej (ECON). W tym samym roku wybrano go przewodniczącym Związku Regionów Grecji. W 2015 roku wszedł w skład prezydium KR.
W wyborach samorządowych w 2019 roku uzyskał reelekcję jako gubernator otrzymując 55,51% głosów. W wyborach w 2023 roku przegrał z kandydatem Syrizy – Dimitrisem Kouretasem.

## Życie prywatne
Jest żonaty z Christiną Panagi, para wychowuje syna oraz córkę. Deklaruje znajomość języków angielskiego oraz francuskiego.